# Collegio uninominale Sicilia 2 - 02 (2020)
Il collegio elettorale uninominale Sicilia 2 - 02 è un collegio elettorale uninominale della Repubblica Italiana per l'elezione della Camera dei deputati.

## Territorio
Come previsto dalla legge n. 51 del 27 maggio 2019, il collegio è stato definito tramite decreto legislativo all'interno della circoscrizione Sicilia 2.
È formato dal territorio di 9 comuni della città metropolitana di Catania: Camporotondo Etneo, Catania, Gravina di Catania, Mascalucia, Misterbianco, Motta Sant'Anastasia, San Pietro Clarenza, Sant'Agata li Battiati e Tremestieri Etneo.
Il collegio è parte del collegio plurinominale Sicilia 2 - 02.

## Eletti
| Elezione | Elezione | Deputato       | Partito |
| -------- | -------- | -------------- | ------- |
|          | 2022     | Valeria Sudano | Lega    |

## Dati elettorali

### XIX legislatura
Come previsto dalla legge elettorale, 147 deputati sono eletti con sistema a maggioranza relativa in altrettanti collegi uninominali a turno unico.
| Candidati                                 | Candidati                | Voti    | %     | Liste                          | Voti    | %     |
| ----------------------------------------- | ------------------------ | ------- | ----- | ------------------------------ | ------- | ----- |
|                                           | Valeria Sudano ✔️ Eletto | 71 194  | 36,11 | Fratelli d'Italia              | 39 589  | 20,08 |
| Forza Italia                              | Valeria Sudano ✔️ Eletto | 71 194  | 36,11 | 19 153                         | 9,71    |       |
| Lega per Salvini Premier                  | Valeria Sudano ✔️ Eletto | 71 194  | 36,11 | 11 586                         | 5,88    |       |
| Noi moderati/Lupi - Toti - Brugnaro - UDC | Valeria Sudano ✔️ Eletto | 71 194  | 36,11 | 866                            | 0,44    |       |
|                                           | Luciano Cantone          | 62 495  | 31,70 | Movimento 5 Stelle             | 62 495  | 31,70 |
|                                           | Emiliano Abramo          | 28 728  | 14,57 | Partito Democratico-IDP        | 20 083  | 10,19 |
| Alleanza Verdi e Sinistra                 | Emiliano Abramo          | 28 728  | 14,57 | 5 037                          | 2,55    |       |
| +Europa                                   | Emiliano Abramo          | 28 728  | 14,57 | 3 899                          | 1,98    |       |
| Impegno Civico - Centro Democratico       | Emiliano Abramo          | 28 728  | 14,57 | 1 371                          | 0,70    |       |
|                                           | Ludovico Balsamo         | 14 909  | 7,56  | Sud chiama Nord                | 14 909  | 7,56  |
|                                           | Vincenza Ciraldo         | 8 724   | 4,43  | Azione - Italia Viva - Calenda | 8 724   | 4,43  |
|                                           | Luigi Savoca             | 3 503   | 1,78  | Italexit                       | 3 503   | 1,78  |
|                                           | Damiano Cuce             | 2 440   | 1,24  | Unione Popolare                | 2 440   | 1,24  |
|                                           | Daniela Costanzo         | 2 145   | 1,09  | Italia Sovrana e Popolare      | 2 145   | 1,09  |
|                                           | Anna Strano              | 1 350   | 0,68  | Vita                           | 1 350   | 0,68  |
| Totale                                    | Totale                   | 197 150 | 100   |                                | 197 150 | 100   |
|                                           |                          |         |       |                                |         |       |
| Voti non validi                           | Voti non validi          | 14 591  | 6,89  |                                |         |       |
| Votanti                                   | Votanti                  | 211 741 | 57,02 |                                |         |       |
| Elettori                                  | Elettori                 | 371 375 |       |                                |         |       |